# Хоменківська сільська рада
| Хоме́нківська сільська́ ра́да — орган місцевого самоврядування у Шаргородському районі Вінницької області з адміністративним центром у с. Хоменки. Сільській раді підпорядковані населені пункти: - с. Хоменки - c. Нові Хоменки |

## Склад ради
Рада складається з 14 депутатів та голови.

## Керівний склад сільської ради
| ПІБ                      | Основні відомості                                                 | Дата обрання | Дата звільнення |
| ------------------------ | ----------------------------------------------------------------- | ------------ | --------------- |
| Попсуй Галина Михайлівна | Сільський голова, 1955 року народження, освіта вища, позапартійна | 26.03.2006   | 31.10.2010      |
| Попсуй Галина Михайлівна | Сільський голова, 1955 року народження, освіта вища, позапартійна | 31.10.2010   | 25.10.2015      |
| Попсуй Галина Михайлівна | Сільський голова, 1955 року народження, освіта вища, позапартійна | 25.10.2015   |                 |

Примітка: таблиця складена за даними джерела